# Karl Schorn
Karl (Carl) Schorn (16 d'octubre de 1803, Düsseldorf – 7 d'octubre de 1850, Múnic) fou un pintor i jugador d'escacs alemany. Era nebot de l'escriptor Ludwig von Schorn (1793-1842).

## Pintura

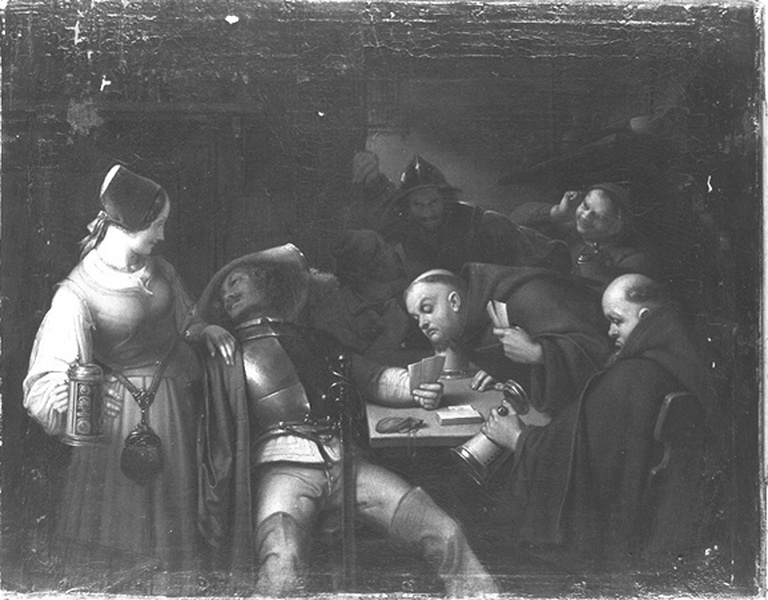
Karl Schorn: Kartenspieler (1837). Alte Nationalgalerie, Berlín.

Com a pintor, es dedicà a la pintura històrica, integrat dins de l'"Escola Berlinesa" del segle xix, juntament amb Julius Schrader, i d'altres com Ludwig Knaus, conegut per la seva pintura de gènere, o Adolph Menzel, que es dedicà a pintar escenes de la vida de Frederic el Gran.
Schorn va assistir a l'Acadèmia de Düsseldorf, i després des de 1824 fins a 1827 estudià a París, amb Antoine-Jean Gros i Jean-Auguste-Dominique Ingres. El 1832 es va traslladar a Berlín, on va començar a interessar-se per la pintura de gènere. El punt culminant de la seva carrera el va assolir quan el 1847 va ser nomenat professor de l'Acadèmia de Belles Arts de Múnic.
Karl Schorn estava casat amb una germana dels dos pintors Ferdinand Piloty i Carl Theodor von Piloty. Tots dos es van veure influïts per la capacitat artística de Schorn.

## Jugador d'escacs
Fou conegut en el món dels escacs com un dels membres del grup Plèiades de Berlín a la primera meitat del segle xix.